# ニコラエヴォ
ニコラエヴォ（ブルガリア語: Никола̀ево, ラテン文字転写: Nikolaevo）は、ブルガリア南部のスタラ・ザゴラ州にある小さな町。同名のニコラエヴォ市の行政の中心で、人口は2872人（2009年12月）である。